# John Richard Barret

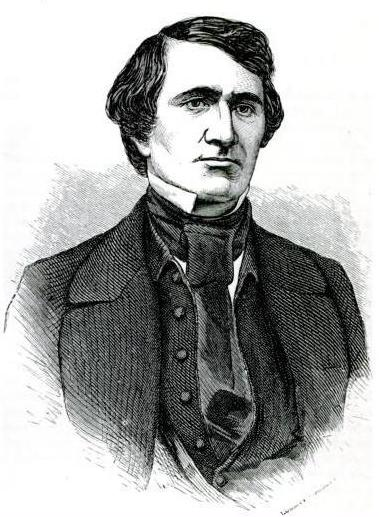
John Richard Barret

John Richard Barret (* 21. August 1825 in Greensburg, Kentucky; † 2. November 1903 in New York City) war ein US-amerikanischer Politiker. Zwischen 1859 und 1861 vertrat er mit einer Unterbrechung den Bundesstaat Missouri im US-Repräsentantenhaus.

## Werdegang
John Barret besuchte die öffentlichen Schulen seiner Heimat und danach das Centre College in Danville. Im Jahr 1839 zog er nach St. Louis in Missouri, wo er bis 1843 an der Saint Louis University studierte. Nach einem anschließenden Jurastudium und seiner Zulassung als Rechtsanwalt begann er in diesem Beruf zu arbeiten. Gleichzeitig schlug er als Mitglied der Demokratischen Partei eine politische Laufbahn ein. Im Jahr 1852 gelang ihm der Einzug in das Repräsentantenhaus von Missouri, in das er in der Folge drei Mal wiedergewählt wurde. Barret wurde auch Mitglied der Landwirtschaftlichen Gesellschaft von St. Louis, deren Veranstaltungen er organisierte.
Bei den Kongresswahlen des Jahres 1858 wurde Barret im ersten Wahlbezirk von Missouri in das US-Repräsentantenhaus in Washington, D.C. gewählt, wo er am 4. März 1859 die Nachfolge von Francis Preston Blair antrat, den er bei der Wahl geschlagen hatte. Blair legte aber gegen den Ausgang der Wahl Widerspruch ein. Als diesem entsprochen wurde, musste Barret sein Mandat am 8. Juni 1860 wieder an Blair abtreten. Da dieser aber seinerseits bald darauf zurücktrat, konnte Barret sein Mandat am 3. Dezember 1860 wieder übernehmen und die Legislaturperiode bis zum 3. März 1861 beenden. Diese Zeit war von den Spannungen im unmittelbaren Vorfeld des Bürgerkrieges geprägt. Bei den Wahlen des Jahres 1860 verlor Barret wieder gegen Blair, der damit am 4. März 1861 erneut sein Nachfolger im Kongress wurde.
Nach seinem Ausscheiden aus dem US-Repräsentantenhaus zog John Barret nach New York, wo er verschiedenen privaten Tätigkeiten nachging. Politisch ist er nicht mehr in Erscheinung getreten. Er war Sklavenhalter. Barret starb am 2. November 1903 in New York und wurde in Louisville beigesetzt.